# Коу, Пол
Пол Коу (англ. Paul Coe; 4 февраля 1949, Эрамби-Мишн, Ковра, Новый Южный Уэльс — 29 июля 2025) — австралийский активист и юрист, представитель народа вираджури. Известен своей активной деятельностью по защите прав аборигенов, участием в кампании за референдум 1967 года и созданием «Палаточного посольства аборигенов» в 1972 году.

## Биография

### Ранние годы
Пол Коу родился 4 февраля 1949 года на миссии Эрамби, недалеко от города Ковра в штате Новый Южный Уэльс. Он принадлежал к народу вирадджури. Его дед, Пол Джозеф Коу, также был известным представителем общины.
Коу стал первым аборигеном, окончившим среднюю школу Ковры с аттестатом о среднем образовании и избранным старостой школы. Его обучение стало возможным благодаря стипендии, предоставленной женскими организациями.

### Деятельнсть активиста и карьера
В 1960-х годах Коу активно участвовал в кампании за проведение референдума 1967 года, целью которого было включение аборигенов в перепись населения и предоставление федеральному правительству полномочий по принятию законов в отношении аборигенов.
В 1970 году он стал одним из основателей Службы правовой помощи аборигенам (Aboriginal Legal Service) в Редферне, Сидней — первой бесплатной юридической службы в Австралии, предоставляющей помощь аборигенам.
В 1972 году Коу участвовал в создании «Палаточного посольства аборигенов» перед зданием парламента в Канберре, ставшего символом борьбы за права коренных народов Австралии.
В 1979 году он подал иск в Верховный суд Австралии, утверждая, что права аборигенов как первых жителей континента должны быть признаны. Хотя иск был отклонён, его аргументы впоследствии повлияли на решение по делу «Мабо против Квинсленда» в 1992 году, признавшему права аборигенов на землю.

### Лишение адвокатского статуса
В 1997 году Коу был исключён из списка практикующих юристов после того, как Трибунал по юридическим услугам установил, что он дал ложные показания под присягой в ходе семейного судебного разбирательства, занизив свой доход примерно на 80 000 австралийских долларов.
Он обжаловал это решение, но Апелляционный суд Нового Южного Уэльса подтвердил решение Трибунала. Несмотря на признание его заслуг в защите прав аборигенов, суд постановил, что Коу не соответствует требованиям для практики в качестве юриста.

## Смерть
Пол Коу скончался 29 июля 2025 года в возрасте 76 лет. Его вклад в защиту прав аборигенов и развитие юридической помощи для коренных народов Австралии был высоко оценён общественностью и коллегами.